# Gobiopterus macrolepis
Gobiopterus macrolepis es una especie de peces de la familia de los Gobiidae en el orden de los Perciformes.

## Morfología
Los machos pueden llegar a alcanzar los 2 cm de longitud total.

## Hábitat
Es un pez de clima subtropical y demersal.

## Distribución geográfica
Se encuentran en Asia: es una especie de pez endémica del delta del río de las Perlas (Guangdong, la China).

## Observaciones
Es inofensivo para los humanos. 